# Motohiko Hino
Motohiko Hino ((jap. 日野 元彦, Hino Motohiko; Tokio, 3 januari 1946 – 13 mei 1999) was een Japanse jazzdrummer.

## Biografie
Hino was de broer van de cornetist Terumasa Hino, met wie hij ook speelde en opnam. Hij begon professioneel te werken in 1963, onder meer bij Hiroshi Watanabe en het Tokyo Union Orchestra. In Japan nam hij op met gastmuzikanten als Jean-Luc Ponty en Joe Henderson. In 1971 begeleidde hij zangeres Helen Merrill in het Gary Peacock Trio. Hij speelde in het kwintet van zijn broer op het JazzFest Berlin in 1971 en op het Newport Jazz Festival in 1973. Nadat zijn broer in 1975 naar de Verenigde Staten vertrok, leidde hij zijn eigen trio's. In 1978 verhuisde hij naar de Verenigde Staten, waar hij  o.a. werkte met Joe Henderson. In 1979 speelde hij in de band van Hugh Masekela en vanaf 1980 in het Trio van Joanne Brackeen. In zijn albums nam hij vaak thema's over van rockmuzikanten als Mick Jagger, Keith Richards, Jimmy Page en Robert Plant. Hij is ook te horen op albums van Bob Degen, Johnny Hartman, Roland Hanna, Toshiko Akiyoshi, Lew Tabackin, Mal Waldron en Kiyoshi Sugimoto. Zijn drumwerk wordt beïnvloed door Tony Williams en Elvin Jones.

## Overlijden
Motohiko Hino overleed in mei 1999 op 53-jarige leeftijd.

## Discografie
- 1971: Motohiko Ino First Album met Hideo Ichikawa, Yoshio Ikeda, Kunimitsu Inaba, Takao Uematsu
- 1991: Sailing Stone met Terumasa Hino, Toko Hino, Dave Liebman, Karen Mantler, Marc Muller, Mike Stern, Steve Swallow
- 1993: It’s There met John Scofield, Mike Stern, Dave Liebman, Terumasa Hino, Karen Mantler, Steve Swallow
- 1999: Hip Bone
- 1999: Flash
- 1999: Ryuhyo: Sailing Ice met Nobuyoshi Ino, Yasuaki Shimizu, Kazumi Watanabe, Mabumi Yamaguchi
- 2000: Pyramid
- 2000: Trade Wind
- 2000: Trans-Blue